# Whip It (Devo)
Whip It è un singolo del gruppo musicale statunitense Devo, pubblicato il 13 agosto 1980 come secondo estratto dal terzo album in studio Freedom of Choice.